# William Stevenson
William Stevenson   (Chicago, 25 d'octubre de 1900 - Fort Myers, 2 d'abril de 1985) va ser un atleta estatunidenc, especialista en els 400 metres, que va competir durant la dècada de 1920. Posteriorment fou advocat i diplomàtic.
Nascut a Chicago, Illinois, Stevenson va guanyar els campionats de l'AAU de les 400 iardes el 1921. Va estudiar a la Phillips Academy i a la Universitat de Princeton, abans de guanyar la beca Rhodes que li va permetre estudiar dret a la Universitat d'Oxford.
El 1924 va prendre part en els Jocs Olímpics de París, on guanyà la medalla d'or en la prova dels 4x400 m relleus del programa d'atletisme. Formava equip amb Commodore Cochran, Alan Helffrich i Oliver MacDonald.
En tornar als Estats Units va exercir d'advocat assistent del districte sud de Nova York i el 1931 va fundar l'associació de dret de Nova York Debevoise, Stevenson, Plimpton and Page, ara coneguda com a Debevoise & Plimpton L.L.P. Durant la Segona Guerra Mundial conjuntament amb la seva dona Eleanor, va organitzar i administrar les operacions de la Creu Roja Americana a la Gran Bretanya, Nord d'Àfrica, Sicília i Itàlia. Ambdós foren guardonats amb l'Estrella de Bronze pel suport donat durant les operacions militars. Entre 1946 i 1960 fou director de l'Oberlin College.
El 1962 John F. Kennedy l'anomenà ambaixador a les Filipines, càrrec que conservà fins a 1965, quan passà a dirigir l'Aspen Institute d'Estudis Humanístics a Colorado.

## Millors marques
- 400 metres llisos. 48.3" (1921)[1]